# 日野中央
日野中央（ひのちゅうおう）は、横浜市港南区の町名。現行行政地名は日野中央一丁目から日野中央三丁目。住居表示実施済み区域。

## 地理
港南区東部に位置し、北部が一丁目、中部が二丁目、南部が三丁目となっている。一丁目は面積の半分以上を日野公園墓地が占めている。二~三丁目には日野川と横浜横須賀道路が通り、二丁目に鎌倉街道（神奈川県道21号横浜鎌倉線）と接続する日野インターチェンジがある。三丁目は洋光台駅に近く、県営日野団地や斜面型テラスハウスなどがある。

### 面積
面積は以下の通りである。
| 丁目           | 面積（km²） |
| -------------- | ----------- |
| 日野中央一丁目 | 0.451       |
| 日野中央二丁目 | 0.441       |
| 日野中央三丁目 | 0.228       |
| 計             | 1.120       |

### 地価
住宅地の地価は、2025年（令和7年）1月1日の公示地価によれば、日野中央2-17-4の地点で17万8000円/m²、日野中央3-28-6の地点で20万円/m²となっている。

## 歴史
- 1993年（平成5年）10月18日に日野町から日野中央一丁目、日野中央二丁目、日野中央三丁目が新設、住居表示が行われた[8][9]。

### 町名の変遷
| 実施後         | 実施年月日                | 実施前（各町名ともその一部） |
| -------------- | ------------------------- | ---------------------------- |
| 日野中央一丁目 | 1993年（平成5年）10月18日 | 日野町（一部）               |
| 日野中央二丁目 | 1993年（平成5年）10月18日 | 日野町（一部）               |
| 日野中央三丁目 | 1993年（平成5年）10月18日 | 日野町（一部）               |

## 世帯数と人口
2025年（令和7年）6月30日現在（横浜市発表）の世帯数と人口は以下の通りである。
| 丁目           | 世帯数    | 人口    |
| -------------- | --------- | ------- |
| 日野中央一丁目 | 545世帯   | 1,114人 |
| 日野中央二丁目 | 1,201世帯 | 2,597人 |
| 日野中央三丁目 | 1,685世帯 | 3,203人 |
| 計             | 3,431世帯 | 6,914人 |

### 人口の変遷
国勢調査による人口の推移。
| 年                 | 人口  |
| ------------------ | ----- |
| 1995年（平成7年）  | 6,825 |
| 2000年（平成12年） | 6,823 |
| 2005年（平成17年） | 6,640 |
| 2010年（平成22年） | 6,872 |
| 2015年（平成27年） | 7,109 |
| 2020年（令和2年）  | 7,047 |

### 世帯数の変遷
国勢調査による世帯数の推移。
| 年                 | 世帯数 |
| ------------------ | ------ |
| 1995年（平成7年）  | 2,493  |
| 2000年（平成12年） | 2,631  |
| 2005年（平成17年） | 2,597  |
| 2010年（平成22年） | 2,779  |
| 2015年（平成27年） | 2,966  |
| 2020年（令和2年）  | 3,071  |

## 学区
市立小・中学校に通う場合、学区は以下の通りとなる（2024年11月時点）。
| 丁目           | 番地                                                   | 小学校                   | 中学校                   |
| -------------- | ------------------------------------------------------ | ------------------------ | ------------------------ |
| 日野中央一丁目 | 全域                                                   | 横浜市立吉原小学校       | 横浜市立港南中学校       |
| 日野中央二丁目 | 1〜20番 21番7号 22〜32番 33番1〜20号 33番22号〜52番    | 横浜市立日野小学校       | 横浜市立日野南中学校     |
| 日野中央二丁目 | 21番1〜6号 21番8号〜最終号 33番21号                    | 横浜市立洋光台第三小学校 | 横浜市立洋光台第一中学校 |
| 日野中央三丁目 | 1番13〜14号 2番15〜22号 2番25号〜13番24号 20〜43番     | 横浜市立洋光台第三小学校 | 横浜市立洋光台第一中学校 |
| 日野中央三丁目 | 1番1〜12号 1番15号〜2番14号 2番23・24号 13番25号〜19番 | 横浜市立日野小学校       | 横浜市立日野南中学校     |

## 事業所
2021年（令和3年）現在の経済センサス調査による事業所数と従業員数は以下の通りである。
| 丁目           | 事業所数  | 従業員数 |
| -------------- | --------- | -------- |
| 日野中央一丁目 | 51事業所  | 638人    |
| 日野中央二丁目 | 66事業所  | 745人    |
| 日野中央三丁目 | 34事業所  | 222人    |
| 計             | 151事業所 | 1,605人  |

### 事業者数の変遷
経済センサスによる事業所数の推移。
| 年                 | 事業者数 |
| ------------------ | -------- |
| 2016年（平成28年） | 156      |
| 2021年（令和3年）  | 151      |

### 従業員数の変遷
経済センサスによる従業員数の推移。
| 年                 | 従業員数 |
| ------------------ | -------- |
| 2016年（平成28年） | 1,548    |
| 2021年（令和3年）  | 1,605    |

## 施設
- 日野中央公園
- 神奈川県立横浜南陵高等学校
- 横浜市立日野中央高等特別支援学校
- 日野公園墓地
- 唱導寺
- 横浜善光寺
- 春日神社

## その他

### 日本郵便
- 郵便番号 : 234-0053[3]（集配局：港南台郵便局[19]）

### 警察
町内の警察の管轄区域は以下の通りである。
| 丁目           | 番・番地等 | 警察署     | 交番・駐在所 |
| -------------- | ---------- | ---------- | ------------ |
| 日野中央一丁目 | 全域       | 港南警察署 | 日野交番     |
| 日野中央二丁目 | 全域       | 港南警察署 | 日野交番     |
| 日野中央三丁目 | 全域       | 港南警察署 | 日野交番     |

## 参考資料
- 『県別マップル 神奈川県広域・詳細道路地図』2006年4刷 昭文社 ISBN 9784398626998